# Literacia informática

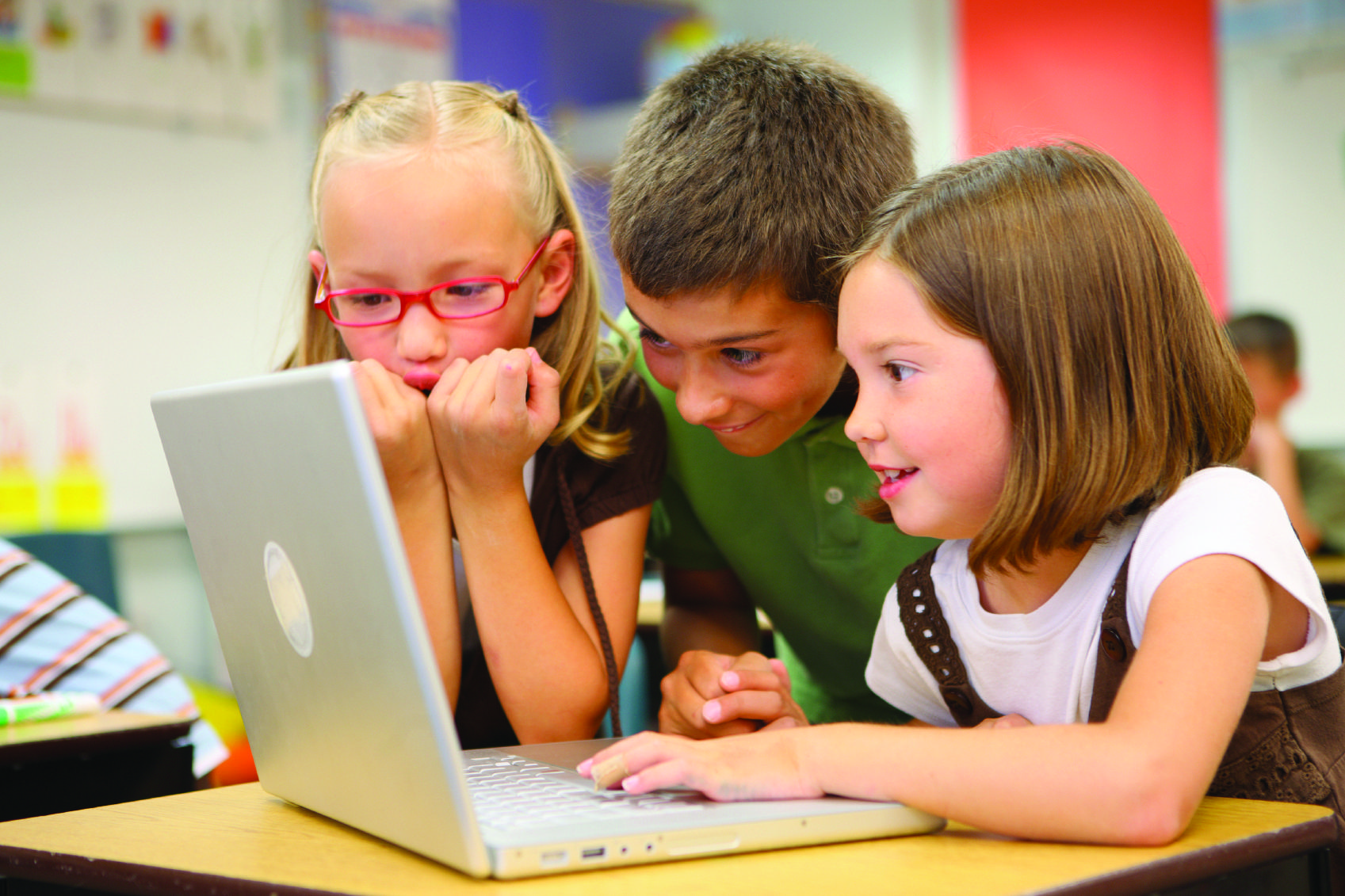
Estudantes numa aula de Informática do ensino básico aprendem a programação de computadores resolvendo problemas de computação no Laboratório de Informática de escola pública, em 2008.

A literacia informática é um termo da área disciplinar da Informática que designa o conhecimento e a capacidade de utilizar computadores e as suas tecnologias associadas de forma eficiente, e que abrange uma gama de competências, que vão desde a utilização elementar até à Programação de Computadores, ao Pensamento Computacional e à resolução avançada de Problemas Computacionais. Integra a área científica da Informática, juntamente com a Ciência da Computação e a Tecnologia da Informação (TI), sendo que a sua docência e a sua investigação compete aos professores com prévia graduação superior na área da Informática e Ciência da Computação e mestrado nesta área específica da Educação informática e computacional. A literacia informática também pode referir-se ao nível de conforto que alguém tem ao utilizar programas e aplicações de computador. Outro componente valioso é compreender como os computadores funcionam e operam. A literacia informática pode ser diferenciada da programação de computadores, que se centra principalmente no design e na codificação de programas de computador, em vez da familiaridade e habilidade na sua utilização. Vários países, incluindo o Reino Unido e os Estados Unidos, criaram iniciativas para melhorar as taxas nacionais de literacia informática.

## Contexto
A literacia informática difere da literacia digital, que é a capacidade de comunicar ou encontrar informação em plataformas digitais. Comparativamente, a literacia informática mede a capacidade de utilizar computadores e de manter uma compreensão básica de como funcionam.
O conhecimento informático de uma pessoa é comummente medido através de questionários, que testam a sua capacidade de escrever e modificar textos, resolver (troubleshooting) pequenos problemas operacionais do computador e organizar e analisar informação num computador.
Para aumentar a sua literacia informática, os utilizadores de computadores devem distinguir quais as competências informáticas que pretendem melhorar e aprender a ser mais determinados e precisos na utilização dessas competências. Ao aprender mais sobre conhecimentos de informática, os utilizadores podem descobrir mais funções de computador que vale a pena utilizar.

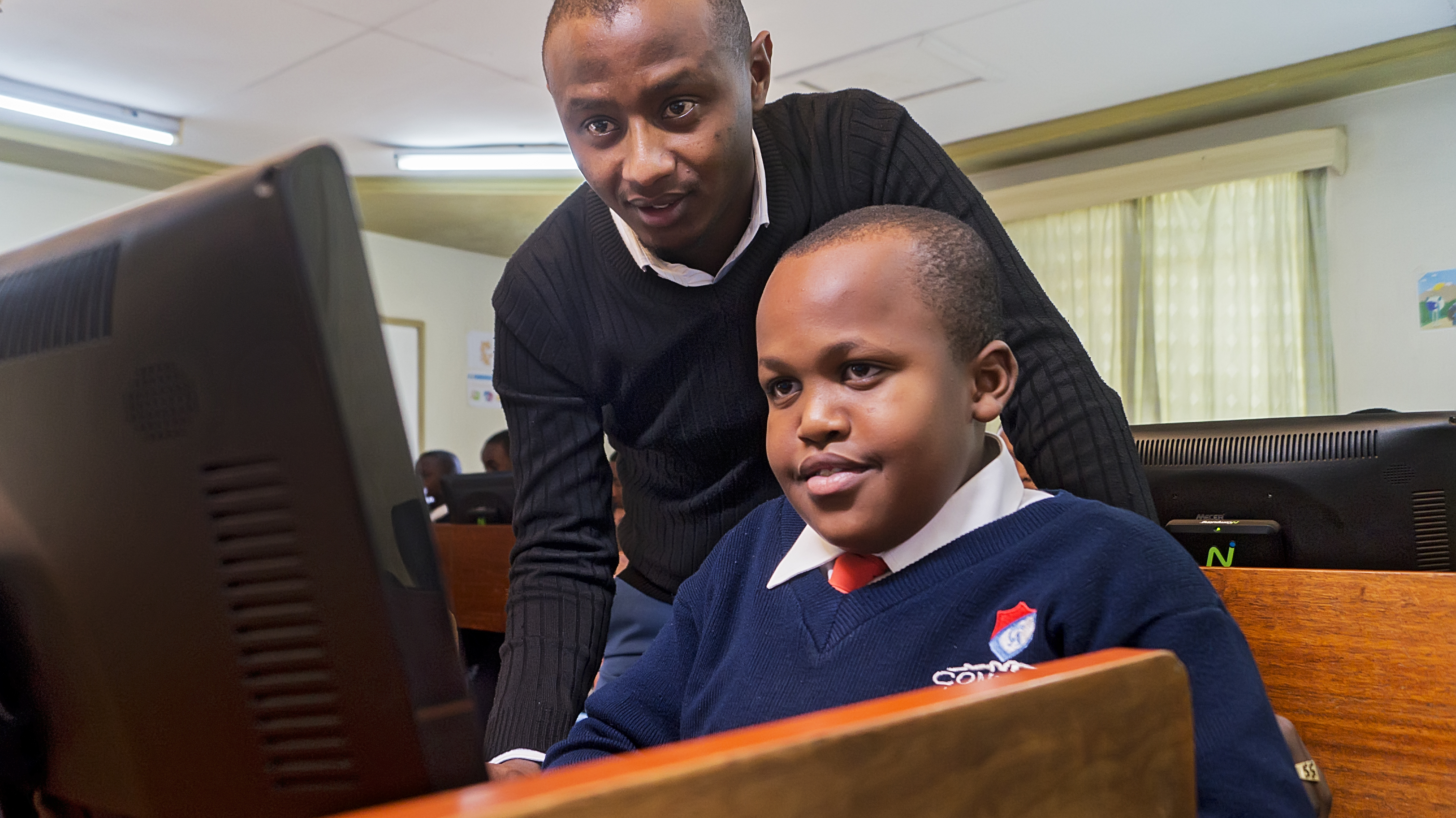
Um professor de Informática a ensinar um dos seus estudantes do ensino básico num Laboratório de Informática da sua escola.

Os argumentos a favor da utilização de computadores na sala de aula e, por conseguinte, da promoção da literacia informática, são sobretudo científicos, académicos, teóricos, vocacionais (educação vocacional) e práticos. Os computadores são essenciais no local de trabalho moderno. A instrução de literacia informática na educação tem como objetivo proporcionar aos alunos competências empregáveis. No meio científico e educativo, a literacia digital faz parte da área disciplinar da Informática, juntamente com a Ciência da Computação e a Tecnologia da Informação (TI), sendo que a sua docência e a sua investigação compete aos professores com prévia graduação superior na área da Informática e Ciência da Computação e mestrado nesta área específica da Educação informática e computacional.
As rápidas mudanças na tecnologia tornam difícil prever os próximos cinco anos da literacia informática. Os projectos da literacia informática têm apoio em muitos países porque estão em conformidade com os princípios políticos e económicos gerais das organizações públicas e privadas desses países. A Internet oferece um grande potencial para a difusão eficaz e generalizada do conhecimento e para a integração dos avanços tecnológicos. As melhorias na literacia informática facilitam isto.

## História
O termo "literacia computacional" é geralmente atribuído a Arthur Luehrmann, um engenheiro informático da Faculdade de Dartmouth que foi colega de Kemeny e Kurtz que introduziu a linguagem de programação BASIC em 1964. Luehrmann tornou-se um defensor incansável dos computadores na educação. Numa conferência da Federação Americana de Sociedades de Processamento de Informação (AFIPS) em abril de 1972, Luehrmann proferiu uma palestra intitulada "Deve o computador ensinar o aluno ou vice-versa?" (Should the computer teach the student, or vice-versa?). O artigo está disponível em linha (online). Nele observa:
Se o computador é um recurso tão poderoso que pode ser programado para simular o processo instrucional, não deveríamos ensinar aos nossos estudantes o domínio desta poderosa ferramenta intelectual? Será suficiente que um estudante seja sujeito de instrução administrada por computador – o utilizador final de uma nova tecnologia? Ou a sua educação deveria também incluir aprender a utilizar o computador (1) para obter informação em ciências a partir de um grande sistema de consulta de base de dados, ou (2) para simular um sistema, ou (3) para resolver problemas utilizando algoritmos, ou (4) adquirir dados de laboratório e analisá-los, ou (5) representar informação textual para edição e análise, ou (6) representar informação para análise, ou (7) criar e processar informação gráfica? Estas utilizações dos computadores na educação fazem com que os alunos adquiram conhecimentos e competências da educação informática e computacional, e não apenas das outras disciplinas.
Em 1978, Andrew Molnar foi diretor do Gabinete de Atividades de Computação da Fundação Nacional da Ciência nos Estados Unidos. Logo após a sua formação, a literacia em informática foi discutida em vários artigos académicos. Em 1985, o Journal of Higher Education afirmou que ter conhecimentos de informática implicava dominar o processamento de texto, os programas de folhas de cálculo e a recuperação e partilha de informação num computador.

### França
O Plan Calcul foi um programa governamental francês da década de 1960 para promover uma indústria informática nacional ou europeia que foi acompanhada por um vasto esforço educativo em Informática, designadamente, em programação e ciência da computação.
O plano Computação para Todos (Plan Informatique pour Tous, IPT) foi uma iniciativa do governo francês para apresentar os computadores a todos os alunos do país em 1985.

### Reino Unido
No Reino Unido, vários criadores de videojogos proeminentes surgiram no final dos anos 70 e início dos anos 80. O ZX Spectrum, lançado em 1982, ajudou a popularizar a computação doméstica, a programação e os jogos na Grã-Bretanha e na Europa continental.
O BBC Computer Literacy Project, utilizando o computador BBC Micro, funcionou de 1980 a 1989. Esta iniciativa educou uma geração de programadores nas escolas e em casa. Isto foi antes do desenvolvimento dos PCs para o mercado de massas na década de 1990. A "inovação dos computadores de quarto" levou ao desenvolvimento das primeiras empresas de alojamento web dirigidas a empresas e particulares na década de 1990.
O BBC Computer Literacy Project 2012 foi uma iniciativa para desenvolver a tecnologia de informação comercializável e as competências de Informática e Ciência da Computação dos alunos.
As competências de Programação de Computadores foram introduzidas com a criação da disciplina de Informática e Computação de caráter obrigatório nos ensinos básicos e secundários no Currículo Nacional em 2014.
Foi reportado em 2017 que cerca de 11,5 milhões de cidadãos do Reino Unido não possuíam conhecimentos básicos de Informática. Em resposta, o governo do Reino Unido publicou uma “estratégia de competências digitais” em 2017.
Lançado pela primeira vez em 2012, o Raspberry Pi é uma série de computadores de placa única de baixo custo originalmente destinados a promover o ensino da Informática e Ciência da Computação elementar nas escolas do Reino Unido. Mais tarde, tornaram-se muito mais populares do que o previsto e foram utilizados numa grande variedade de aplicações. A Raspberry Pi Foundation promove o ensino da Informática e Ciência da Computação elementar nas escolas do Reino Unido e nos países em desenvolvimento.

### Estados Unidos
Em 1978, a National Science Foundation lançou um apelo para educar os jovens em programação de computadores. Para apresentar a computação aos estudantes, o governo dos EUA, fundações privadas e universidades uniram-se para financiar e fornecer programas de verão para estudantes da educação secundária.
Os alunos nos Estados Unidos são apresentados aos tablets na pré-escola ou no jardim de infância. Os computadores tablets são preferidos pelo seu pequeno tamanho e ecrãs táteis. A interface de utilizador sensível ao toque de um tablet é mais acessível às capacidades motoras subdesenvolvidas das crianças pequenas. Os educadores de infância utilizam instruções centradas no aluno para orientar os jovens alunos em diversas atividades no tablet. Isto inclui normalmente a navegação na Internet e a utilização de aplicações, familiarizando o jovem estudante com um nível básico de proficiência em Informática e Ciência da Computação.
Uma preocupação levantada neste tópico de discussão foi que os professores da educação primário, básica e secundária não estavam, muitas vezes, equipados com as competências necessárias para ensinar conhecimentos básicos de Informática e Ciência da Computação. Por isso mesmo, a docência e a investigação das disciplinas curriculares de Informática dos ensinos básico e secundário, incluindo as Tecnologias da Informação e Comunicação (TIC), passou a ser exclusiva dos professores com prévia graduação superior na área da Informática e Ciência da Computação e mestrado nesta área específica da Educação informática e computacional.
No mercado de trabalho dos Estados Unidos, a iliteracia informática limita severamente as opções de emprego. Organizações sem fins lucrativos como a Per Scholas tentam reduzir a brecha oferecendo computadores gratuitos e de baixo custo a crianças e às suas famílias em comunidades carenciadas em South Bronx, em Nova Iorque, Miami, na Flórida, e em Columbus, no Ohio.

## Taxas mundiais de literacia informática

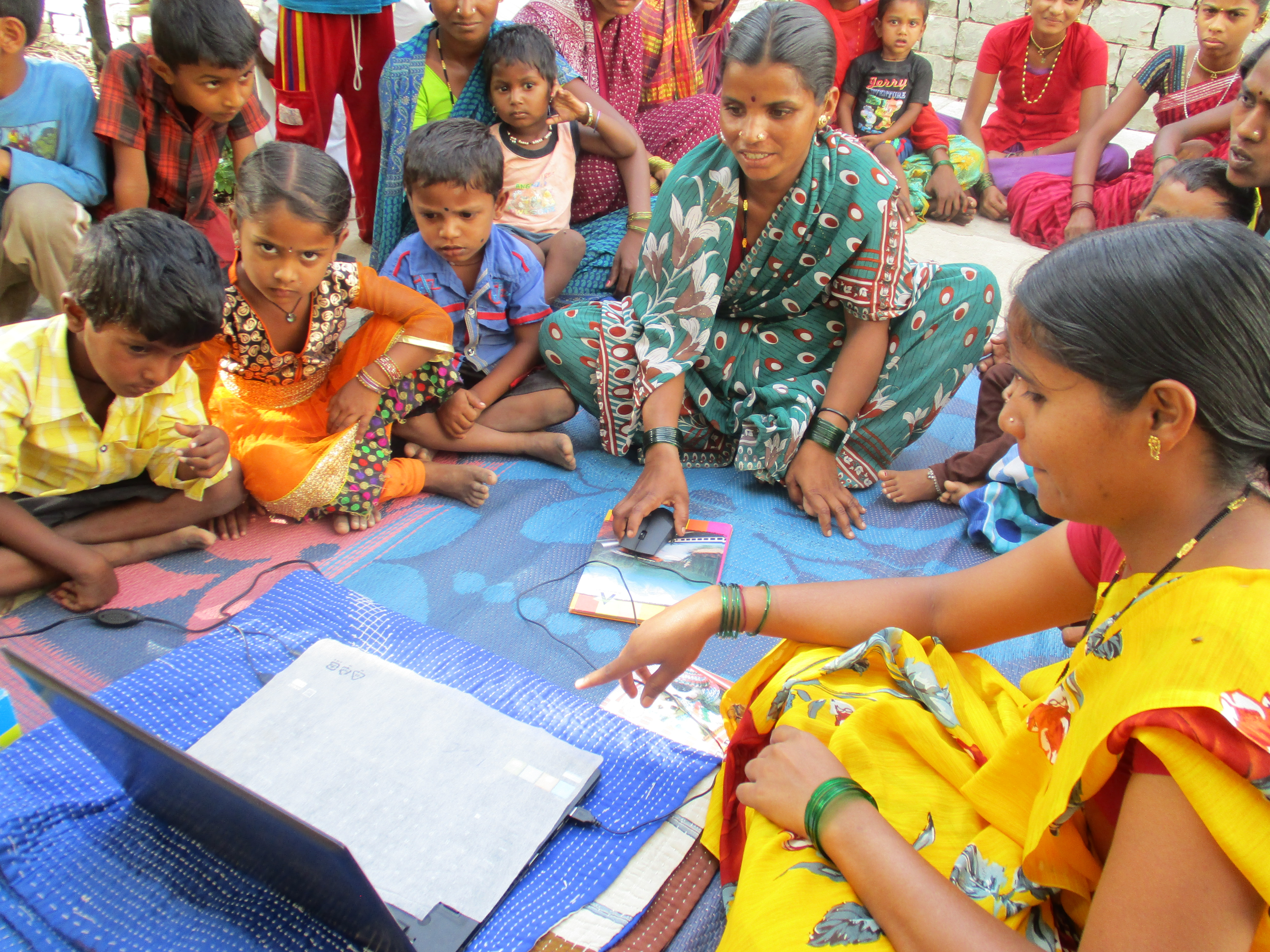
Aula de informática na Índia, em 2015.

Em 2020, as médias mundiais de literacia informática, determinadas pelo Fórum Económico Mundial, revelaram que os países da OCDE não tinham tanta literacia informática como seria de esperar. Cerca de um quarto dos indivíduos não sabia utilizar um computador. Pelo menos 45% foram classificados como maus e apenas 30% foram classificados como moderadamente a fortemente alfabetizados em informática.

## Leituras adicionais
- Poynton, Timothy A (2005). «Computer Literacy across the Lifespan: a Review with Implications for Educators». Computers in Human Behavior. 21 (6): 861–872. doi:10.1016/j.chb.2004.03.004
- Computerized Manufacturing Automation: Employment, Education, and the Workplace (PDF) (Relatório). National Technical Information Service, OTA CIT-235. Abril de 1984. p. 234
- Haigh, Robert W. (1985). «Planning for Computer Literacy». The Journal of Higher Education. 56 (2): 161–171. JSTOR 1981664. doi:10.2307/1981664
- Tobin, Catherine D. (fevereiro de 1983). «Developing Computer Literacy». The Arithmetic Teacher. 30 (6): 22–23, 60. JSTOR 41190615. doi:10.5951/AT.30.6.0022